# 1035 Amata
1035 Amata је астероид главног астероидног појаса са пречником од приближно 50,69 .
Афел астероида је на удаљености од 3,764 астрономских јединица (АЈ) од Сунца, а перихел на 2,526 АЈ.
Ексцентрицитет орбите износи 0,196, инклинација (нагиб) орбите у односу на раван еклиптике 18,034 степени, а орбитални период износи 2037,996 дана (5,579 година).
Апсолутна магнитуда астероида је 10,30 а геометријски албедо 0,052.
Астероид је откривен 29. септембра 1924. године.